# Yakubu Gowon
Yakubu Gowon (født 19. oktober 1934 i Kanke) er en nigeriansk politiker og militærperson. Han var Nigerias statschef mellem 1966 og 1975.

## Biografi
Gowon blev generalmajor i 1967. Efter militærets og general Johnson Aguiyi-Ironsis statskup i januar 1966 blev Gowon udpeget til stabschef. Siden Ironsis blev myrdet i juli samme år tog Gowon ledelsen i den nationelle militærregering. I august 1966 blev han Nigerias stats- og regeringschef samt Øverstkommanderende.
Under Gowon besejrede Nigeria udbryderstaten Biafra i den nigerianske borgerkrig 1967–1970.
Gowon blev selv afsat i et militærkup i juli 1975, mens han var i Uganda, hvorved Murtala Mohammed overtog magten. Gowon gik i eksil i Storbritannien, hvor han tog doktorgraden i statsvidenskab. Han vendte tilbage til Nigeria i midten af 1980'erne og blev professor ved universitetet i Jos.